# Steve Howard
Steven John Howard (Durham, 10 maggio 1976) è un ex calciatore inglese naturalizzato scozzese, di ruolo attaccante.

## Palmarès

### Club

#### Competizioni nazionali
- Football League One: 2

Luton Town: 2004-2005
Leicester: 2008-2009